# 沼正三
沼 正三（ぬま しょうぞう）は、日本の小説家。主に、1956年から『奇譚クラブ』に連載された小説『家畜人ヤプー』により知られる。覆面作家として活動し、覆面であるため外国人説含めその正体には諸説ある。これまでに沼正三の正体と見なされた人物は、三島由紀夫、奥野健男、武田泰淳、澁澤龍彦、会田雄次、遠藤周作、倉田卓次、そして沼正三の代理人と称する天野哲夫である。

## 沼の正体に関する議論

### 倉田卓次説
1982年に森下小太郎が『諸君!』11月号に元判事の倉田卓次が著者だとの記事を発表した。しかし倉田は、自伝的著作『続々裁判官の戦後史 老法曹の思い出話』（悠々社、2006年）で、自身が沼正三であることを完全に否定している。ただし、その中で、自身がヤプー連載当時の『奇譚クラブ』の愛読者であったこと、そして『奇譚クラブ』を通じて天野、森下と互いの該博な知識の共有を主目的とする文通を行っていたことは事実として認めており、ヤプーの創作過程における複数人の関与、殊に三島由紀夫の匿名による関与の可能性＝『家畜人ヤプー』が複数人による共同作品である可能性を示唆した記述もある。
内藤三津子『薔薇十字社とその軌跡』（論創社、2013年）では、インタビュアーの小田光雄が沼正三の正体は倉田卓次であると断定。その根拠として「天野と沼の文章を比べると、その文章、語学力、教養などからして、二人がまったく別人であることは歴然」と、小田はいう。また、『家畜人ヤプー』刊行の半年後に倉田が退官したのも、正体が露見したことによる衝撃が原因であり、彼は『ある夢想家の手帖から』刊行後は天野に沼名義の著作権など一切を譲ってしまったのではないか、と推測している。
2024年刊行の河原梓水『SMの思想史』では、小説のモチーフや文体や経歴や本人名義の書き物などを研究して、沼正三の正体は天野哲夫ではなく倉田卓次であると結論づけている。

### 天野哲夫説
1982年、森下による記事発表の後に天野哲夫が『潮』1983年1月号で自分が沼正三であると宣言した。しかしこの宣言は虚偽ではないかとの指摘があり、議論は紛糾した。ただし、天野哲夫は「沼正三は私です。しかし、私一人とも言えない。当時、『奇譚クラブ』の仲間で合言葉のようにして作りあげた、共同ペンネームなのです」とも、語っている。
主な否定派の意見としては、天野哲夫が書いたことがはっきりしている『家畜人ヤプー』の後半部分（当初、『続・家畜人ヤプー』として冒頭部分のみが発表され、中断した部分以降）が、前半部分と大きく異なっていること、天野哲夫の他の作品と『家畜人ヤプー』の前半部分が大きく異なること、天野哲夫は以前より性風俗を扱った文章や小説を天野哲夫名義で発表しており、覆面作家として沼正三を名乗る必然性が感じられないこと、宣言以前の沼正三の文章や代理人を名乗っていた頃の天野哲夫の文章と、宣言後の天野哲夫の文章の矛盾、などが挙げられる。
団鬼六は、天野が沼を自称して続編を書いたがヤプーファンからは相手にされなかったと切り捨て、澁澤龍彦も倉田卓次が沼正三だと考えていた。なお、武藤康史はヤプーの文体から、天野が書いたものを、倉田が添削したのではないかと、推測している。
天野哲夫の代理人的存在であった山田陽一は、沼正三が天野哲夫であることには疑問を挟む余地がないと、否定派に対して、反論している。
康芳夫は『奇譚クラブ』のオーナーから沼正三の連絡先を知らされて『家畜人ヤプー』の最初の版である都市出版社版の発行に携わっており、沼の正体を確実に知る人物の1人である。その康は、1974年の著書『虚業家宣言』で、『家畜人ヤプー』の一部は沼正三の許可を得て、天野が執筆したのだから、天野哲夫説は完全な間違いではないとしている。さらに同書の中で、沼正三は文壇とは一切関係ない人物で、1974年時点で40代、東京大学法学部出身で某官庁の高級官僚であると人物像の一端を明かしていた。これは沼正三＝倉田卓次説を裏付けるものである。しかし、2008年に天野哲夫が死去すると、これを翻して、生前の天野が主張していたように、やはり天野が沼であり、別のペンネームを用いたのは他の人たちの助言を取り入れて執筆したからであり、彼ら協力者との微妙な関係があったからだとしている。
映画監督の中島貞夫は、2004年の著書『遊撃の美学 映画監督中島貞夫』で都市出版社から『家畜人ヤプー』の単行本が出版される前に沼正三と会っていると明かしている。中島が1969年に監督したドキュメント映画『にっぽん'69 セックス猟奇地帯』に出演したマゾヒストが実は沼正三本人なのだという。中島が『家畜人ヤプー』の映画化を希望すると、沼は自分は表に出たくないからと代理人を立てて来た。その人物が康芳夫であった。天野哲夫は2008年に死去したが、中島貞夫は2009年に取材された『映画秘宝』誌で沼正三はこの間亡くなったと語っている。
2021年の丸山ゴンザレスによる康芳夫へのインタビューでは、「沼正三は5人からなる」「その内2人は天野哲夫と倉田卓次」「メインライターは天野」「他の3人はまだ非公開」「全権代理人である康の死後に明らかになる」と語った。

## 作品
- 『家畜人ヤプー』幻冬舎 全5巻
- 『家畜人ヤプー』（コミック） 辰巳出版 作画：シュガー佐藤 ／石ノ森章太郎　全4巻
- 『家畜人ヤプー』（コミック） 幻冬舎 作画：江川達也 全9巻
- 『集成「ある夢想家の手帖から」』　太田出版 上下
- 『マゾヒストMの遺言』　筑摩書房
- 『懺悔録 - 我は如何にしてマゾヒストとなりし乎』　ポット出版